# Османи, Буяр
Буяр Османи (макед. Бујар Османи, алб. Bujar Osmani; род. 11 сентября 1979, Скопье, СР Македония, СФРЮ) — северомакедонский государственный деятель албанского происхождения, министр здравоохранения Республики Македония в 2008—2011 гг. Министр иностранных дел Северной Македонии с 30 августа 2020 года по 23 июня 2024 года.

## Биография
Родился 11 сентября 1979 года в Скопье, в албанской семье.
В 2004 году окончил медицинский факультет Университета в Скопье.
С 1998 по 2003 год был секретарём молодёжной ассоциации «Фан С. Ноли». С октября по декабрь 2004 года преподавал микробиологию, фармакологию и гинекологию в ДМУЦ «Панче Карагозов». С 2004 года работал хирургом в Специальной больнице им. Св. Наума Охридского в Скопье.
С 26 июля 2008 по 28 июля 2011 года — министр здравоохранения Республики Македонии.
30 августа 2020 года назначен министром иностранных дел Республики Северная Македония.